# Propanoato de hexila
Propanoato de hexila é o éster do ácido propanoico e o hexanol, de fórmula CH3CH2COO(CH2)5CH3,  utilizado na indústria alimentícia e na perfumaria como aroma.